# Исход (фильм, 1968)
«Исход» (монг. Төгсгөл) — советско-монгольский художественный фильм 1968 года.

## Краткое содержание
О последних днях гражданской войны, когда Азиатская конная дивизия барона Унгерна, выбив китайцев из монгольской столицы и захватив власть в стране, пыталась нанести удар по Советской России. В центре сюжета — дружба монгольского пастуха и советского разведчика, который под видом белогвардейского полковника проник в штаб Унгерна и передал своему командованию военно-стратегические планы противника.

## В ролях
(в титрах фильма обозначены только имена актёров, но не роли)
- Владимир Заманский — Прохоров
- Александр Лемберг — барон Унгерн-Штернберг (озвучивание Владимир Балашов)
- Наталья Фатеева — Варя Фёдорова
- Владимир Муравьёв — доктор Баурих
- Навааны Дугарсанжа — Хатан-Батор Максаржав (озвучивание Аркадий Толбузин) (монг. Навааны   Дугарсанжаа — Монгол ноён[1])
- Дамбын Дамдинсурэн — Цэрэн (монг. Дамбын Дамдинсүрэн — Хатанбаатар[1])
- Баяжихын Пурвэ — Богдо-гэгэн VIII (монг. Баяжихын Пүрэв — Саж лам[1])
- Н. Дашцнд — Ланжар (озвучивание Геннадий Юдин)
- С. Генден
- Р. Дамдинбазар
- Б. Дамча
- Н. Цэгмэд
- Д. Чимэд-Осор
- Николай Бармин — начштаба
- Олег Голубицкий — Сомов
- Николай Граббе — чекист
- Валентин Кулик — начальник штаба Унгерна
- Юрий Мартынов — офицер
- Дмитрий Масанов — сотник Силайлов
- Николай Сморчков — солдат

отсутствуют в титрах:
- Косых, Иван Сергеевич
- Нетребин, Даниил Матвеевич
- Владлен Паулус — часовщик
- Погодин, Николай Николаевич
- Георгий Рыбаков
- Савосин, Олег Иванович
- В. Соколов
- Киселёв, Виталий Павлович
- Л. Лхасурен — Мунго (монг. Лайхансүрэнгийн Лхасүрэн — Мөнхөө[1])

## Съёмочная группа
- Режиссёры-постановщики: Анатолий Бобровский, Жамьянгийн Бунтар
- Авторы сценария: Юлиан Семенов, Базарын Ширендыб
- Операторы: Владимир Боганов, Халторийн Дамдин
- Художники-постановщики: Феликс Ясюкевич, Лувсангийн Гава
- Композиторы: Николай Сидельников, Лувсанжамбын Мурдорж
- Звукорежиссёры: Евгений Фёдоров, Л. Найдан
- Дирижёр: Марк Эрмлер
- Режиссёр: Леонид Черток
- Оператор: Юрий Авдеев
- Художник по костюмам: Роза Сатуновская
- Монтаж: Галина Спирина, С. Басанху
- Грим: Н. Митюшкин, Д. Бадамцерен
- Комбинированные съёмки: оператор Григорий Айзенберг, художник Н. Спиридонова
- Ассистенты:
  - режиссёра А. Панов, Л. Серганова, М. Лубсанжамц, О. Соелт
  - оператора А. Баранов, С. Намхай
- Редактор: А. Степанов
- Консультант: генерал-лейтенант Николай Осликовский, полковник А. Зубов
- Директора: Аркадий Ашкинази, П. Санджа, Ц. Жамбал